# マルク・リーパー
マルク・リーパー（Marc Rieper, 1971年3月13日 - ）は、デンマーク・ロドブレ出身の元サッカー選手。ポジションはセンターバック。

## 経歴
クラブでは母国のオーフス、 ブレンビーでプレーした後、1994年からレンタルでウェストハム・ユナイテッドに移籍、その後正式に加入し、リーグ戦では通算90試合に出場した。1999-00シーズン、セルティックで現役を引退した。
サッカーデンマーク代表では通算61試合に出場、1995年のキング・ファハド・カップでは優勝を果たし、1996年のUEFA EURO '96に出場。
1998 FIFAワールドカップの代表メンバーにも選出されると、グループリーグ初戦のサウジアラビア戦で決勝ゴールを決めるなど、決勝トーナメント進出、ベスト8でブラジルと対戦、善戦したが2-3で敗れた。

## 代表歴

### 出場大会
- デンマーク代表
  - UEFA EURO 1996 (グループリーグ)
  - 1998 FIFAワールドカップ (ベスト8)

### 試合数
- 国際Aマッチ 61試合 2得点（1990年-1998年）[4]

| デンマーク代表 | 国際Aマッチ | 国際Aマッチ |
| 年             | 出場        | 得点        |
| -------------- | ----------- | ----------- |
| 1990           | 1           | 0           |
| 1991           | 3           | 0           |
| 1992           | 2           | 0           |
| 1993           | 10          | 0           |
| 1994           | 8           | 0           |
| 1995           | 11          | 0           |
| 1996           | 9           | 0           |
| 1997           | 5           | 1           |
| 1998           | 12          | 1           |
| 通算           | 61          | 2           |

## タイトル
- デンマーク・カップ : 1994
- キング・ファハド・カップ : 1995
- スコティッシュリーグカップ : 1996-97
- スコティッシュプレミアリーグ : 1997-98